# 300-km-Rennen auf dem Nürburgring 1972

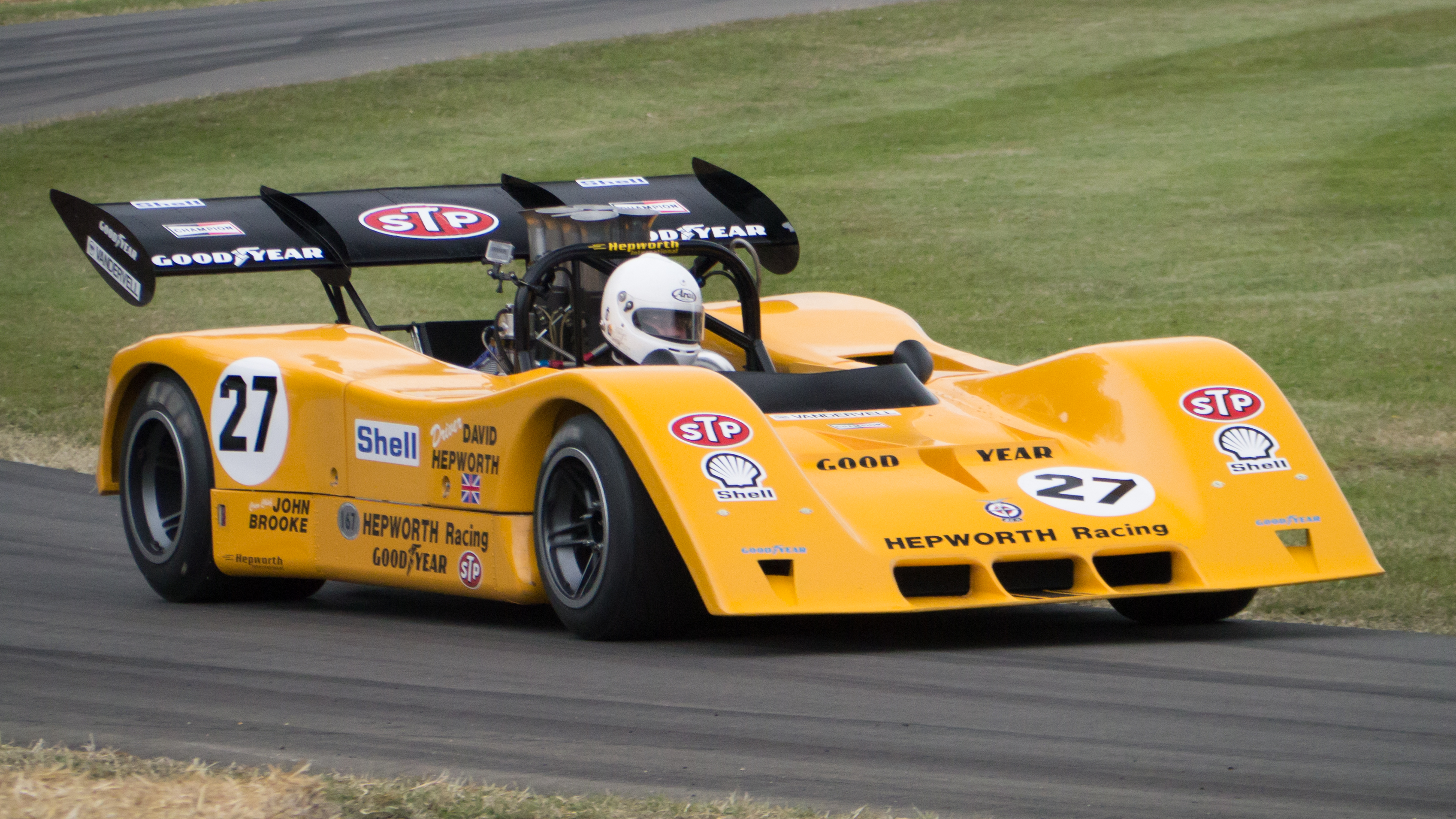
BRM P167, Siegerwagen-Modell von Howden Ganley

Das 300-km-Rennen auf dem Nürburgring 1972, auch VII. Int. ADAC-300-km-Rennen Nürburgring um den „Good Year“-Pokal („Good Year“-Pokal), Nürburgring Nordschleife, fand am 3. April auf der Nordschleife der Nürburgrings statt und war der erste Wertungslauf der Interserie dieses Jahres.

## Das Rennen
1972 fand zum ersten Mal ein Interserie-Wertungslauf auf der Nordschleife statt, der gemeinsam mit dem Rennen der Europäischen GT-Meisterschaft gefahren wurde. Dadurch ergab sich ein großes Starterfeld von 75 Fahrzeugen. Die Veranstalter teilten die Gesamtdistanz von 14 Runden in zwei Rennen à sieben Runden auf. Auf der regennassen Fahrbahn gewann Howden Ganley im Werks-BRM P167 beide Läufe und damit überlegen die Gesamtwertung. Sieger des GT-Rennens wurde John Fitzpatrick im Kremer-Porsche 911S.

## Ergebnisse

### Schlussklassement
| 1               | INT   | 16 | B.R.M. Ltd.                                 | Howden Ganley     | BRM P167           | 14 |
| 2               | INT   | 11 | Willi Kauhsen Racing-Team                   | Willi Kauhsen     | Porsche 917/10     | 14 |
| 3               | INT   | 8  | Helmut Felder                               | Helmut Kelleners  | McLaren M8F        | 14 |
| 4               | INT   | 1  | Racing Team AAW Keimola Racing              | Leo Kinnunen      | Porsche 917/10     | 14 |
| 5               | INT   | 6  | Jürgen Neuhaus                              | Jürgen Neuhaus    | Porsche 917 Spyder | 14 |
| 6               | INT   | 18 | Scuderia Brescia Corse Ecurie Bonnier Inter | Mario Casoni      | Lola T222          | 14 |
| 7               | S 2.0 |    | Barclays International Racing               | Guy Edwards       | Lola T290          | 14 |
| 8               | S 2.0 |    | Wicky Racing                                | Michel Dupont     | Chevron B19        | 12 |
| 9               | INT   | 17 | Ernst Kraus                                 | Ernst Kraus       | Porsche 917 Spyder | 12 |
| 10              | S 2.0 |    | Bernd Becker                                | Bernd Becker      | Porsche 910        | 12 |
| 11              | S 2.0 |    | Keith Grant                                 | Keith Grant       | Chevron B8         | 12 |
| 12              | S 2.0 |    | Karl Sebbach                                | Karl Sebbach      | Lotus 23           | 12 |
| 13              | S 2.0 |    | John Gray                                   | John Gray         | Chevron B19/21     | 12 |
| 14              | S 2.0 |    | Ralf Walter                                 | Ralf Walter       | Chevron B19        | 12 |
| Ausgefallen     |       |    |                                             |                   |                    |    |
| 15              | INT   | 25 | Detlef Vaneslow                             | Detlef Vaneslow   | Chevron B12        | 4  |
| 16              | INT   | 20 | Siegfried Rieger                            | Siegfried Rieger  | McLaren M8C        | 3  |
| 17              | INT   | 15 | Ecurie Bonnier                              | Reine Wisell      | Lola T280          | 1  |
| 18              | S 2.0 |    | Jörg Zaborowski                             | Jörg Zaborowski   | Chevron B19        | 1  |
| 19              | S 2.0 | 53 | Trevor Twaites                              | Trevor Twaites    | Chevron B21        |    |
| 20              | INT   | 33 | REIFAG-Racing-Team                          | Bernd Seidler     | McLaren M8E        |    |
| 21              | S 2.0 |    | Peter Richardson                            | Peter Richardson  | Daren Mk.2         |    |
| 22              | S 2.0 |    | Tony Birchenhough                           | Tony Birchenhough | Lola T212          |    |
| Nicht gestartet |       |    |                                             |                   |                    |    |
| 23              | INT   | 10 | GELO-Racing-Team Georg Werbe KG             | Georg Loos        | McLaren M8F        | 1  |
| 24              | INT   | 22 | Stefan Sklenar                              | Stefan Sklenar    | March 717          | 2  |

1 Wagen wegen des schlechten Wetters zurückgezogen
2 Wagen wegen des schlechten Wetters zurückgezogen

### Nur in der Meldeliste
Hier finden sich Teams, Fahrer und Fahrzeuge, die ursprünglich für das Rennen gemeldet waren, aber aus den unterschiedlichsten Gründen daran nicht teilnahmen.
| Pos. | Klasse | Nr. | Team                     | Fahrer         | Chassis             |
| ---- | ------ | --- | ------------------------ | -------------- | ------------------- |
| 25   | INT    | 12  | REIFAG-Racing-Team       | Harald Link    | Karasek Porsche     |
| 26   | INT    | 13  | REIFAG-Racing-Team       | Michel Weber   | Porsche 917 Spyder  |
| 27   | INT    | 14  | Alfa Romeo Auto-Delta    | Rolf Stommelen | Alfa Romeo T33/TT/3 |
| 28   | INT    | 19  | AMG                      | Hans Heyer     | McLaren M8F         |
| 29   | INT    | 21  | Goodwin Racing Services  | Nick Cussons   | Lola T70 Mk.3 GT    |
| 30   | INT    | 23  | Stefan Sklenar           | Hans Böhme     | Lola T70            |
| 31   | INT    | 24  | Denis Veyrat             | Denis Veyrat   | Lola                |
| 32   | INT    | 26  | Egmont Dursch            | Egmont Dursch  | Lola Cars Spezial   |
| 33   | INT    | 27  | Charles Graemiger Racing | Hans Wiedmer   | McLaren M8E         |

### Klassensieger
| Klasse | Fahrer        | Fahrzeug  | Platzierung im Gesamtklassement |
| ------ | ------------- | --------- | ------------------------------- |
| INT    | Howden Ganley | BRM P167  | Gesamtsieg                      |
| S 2.0  | Guy Edwards   | Lola T290 | Rang 7                          |

### Renndaten
- Gemeldet: 33
- Gestartet: 22
- Gewertet: 14
- Rennklassen: 2
- Zuschauer: 20000
- Wetter am Renntag: Regen
- Streckenlänge: 22,835 km
- Fahrzeit des Siegerteams: 2:10:59,800 Stunden
- Gesamtrunden des Siegerteams: 14
- Gesamtdistanz des Siegerteams: 319,690 km
- Siegerschnitt: 146,400 km/h
- Pole Position: Willi Kauhsen – Porsche 917/10 (#11) – 7:36,000
- Schnellste Rennrunde: Howden Ganley – BRM P167 (#16) – 9:07,000 = 150,300 km/h
- Rennserie: 1. Lauf zur Interserie 1972